# Mini Challenge Brasil
Mini Challenge Brasil foi uma categoria automobilística monomarca de carros de turismo que fazia parte da Stock Car Brasil, substituindo a Stock Jr. Disputada entre 2010 e 2012, utilizava o Mini Cooper, importado da Inglaterra, equipado com motor 1.6 Turbo, com 221HP, máxima de 240km/h.

## Campeões
| Ano  | Piloto            | Equipe |
| ---- | ----------------- | ------ |
| 2010 | Patrick Gonçalves |        |
| 2011 | Patrick Gonçalves |        |
| 2012 | Vitor Genz        |        |